# عمارة الحاج لخضر
عمارة الحاج لخضر هي سلسلة كوميدية جزائرية ما زالت مستمرة كل رمضان تحكي قصة الحاج لخضر مع جيرانه والسلسلة تصور مواقف من الحياة اليومية بطريقة كوميدية.
تعطي أحداث السلسلة خلفية عن الأخطاء الشائعة التي نقع فيها في حياتنا اليومية، وهي بمثابة رسالة للمجتمعات لتصحيح أخطائها والتقليص من الفساد المنتشر فيها.

## التاريخ
في رمضان سنة 2007 تم عرض الجزء الأول من السلسلة وفي رمضان سنة 2008 تم عرض الجزء الثاني من السلسلة وتم عرض الجزء الثالث في مارس 2009 و في رمضان 2012 تم عرض الجزء الرابع وفي 10 يوليو 2013 عرض الجزء الخامس وما زالت قناة الشروق الجزائرية تنتج البرنامج

## الممثلون
- لخضر بوخرص: في دور الحاج لخضر
- كمال بوعكاز: في دور سعيد
- هشام مصباح: في دور لطفي ( تشابه أسماء رابط خطأ )
- مراد شعبان: في دور سفيان
- أنيسة زروفي: في دور نسرين
- عمر ثايري: في دور عمر
- ليندة سلام: في دور حنان
- مصطفى هيمون: في دور مصطفى
- جمال بوناب: في دور سماتي
- بختة بن ويس: في دور خيرة
- فريدة كريم: في دور أم

### الإنتاج
تم إنتاج البرنامج عام 2007 على يد التلفزيون الجزائري وبثت ألجزاء الثلاثة على قناتي الأرضية و الجزائرية الثالثة و عامي 2012 و2013 عرضت قناة الشروق جزئين من إنتاجها ومازالت تعرضه كل عام في رمضان بعد الإفطار.